# Bombus nobilis
Espèce
Bombus nobilis est une espèce de bourdons du sous-genre Alpigenobombus.